# Aritz Aduriz
Aritz Aduriz Zubeldia (baskijska wymowa: [aɾits̻ aðuɾis̻ s̻uβelðia]; ur. 11 lutego 1981 w San Sebastián) – piłkarz hiszpański narodowości baskijskiej grający na pozycji napastnika. Były piłkarz między innymi Athletic Bilbao, z którym związany był przez większość kariery. W roku 2020 zakończył piłkarską karierę.

## Kariera klubowa
- Debiut w Primera División: 14.09.2002 w meczu Athletic – FC Barcelona 0:2.
- Pierwsza bramka w Primera División: 22.01.2006 w meczu Real Sociedad - Athletic 3:3.

Karierę rozpoczynał w szkółce piłkarskiej Antiguoko Kirol San Sebastián. W sezonie 1999/2000 występował na szczeblu seniorskim w Aurrera Vitoria. W 2000 roku przeszedł do rezerw Athletic Bilbao. W rezerwach grał przez 3 sezony (90 meczów i 18 goli). W sezonie 2002/2003 zadebiutował w pierwszym zespole, najpierw 11 września 2002 w Pucharze Hiszpanii, a 3 dni później 14 września w Primera División. Nie wywalczył jednak miejsca w pierwszym zespole (3 mecze ligowe i 1 pucharowy). Kolejny sezon spędził na wypożyczeniu w Burgos CF i zdobył 16 bramek. Pomimo dobrego sezonu Athletic nie ściągnął go z powrotem, transferując do drugoligowego Real Valladolid. W sezonie 2004/2005 strzelił 14 goli dla nowej drużyny, a w pierwszej części kolejnego sezonu 6 goli. Wtedy ściągnął go z powrotem Athletic i na wiosnę strzelił 6 bramek. W kolejnym sezonie został najlepszym strzelcem drużyny, strzelając 9 goli. W 2008 roku przeszedł do RCD Mallorca. 14 lipca 2010 roku za cztery miliony euro został sprzedany do Valencii. Po zakończeniu sezonu 2011/2012 został sprzedany do Athletic Bilbao za sumę 2,5 mln euro. 14 sierpnia 2015 roku zdobył hat-tricka w meczu o Superpuchar Hiszpanii na San Mames, w wygranym 4-0 meczu z FC Barceloną.
20 maja 2020 podjął decyzję o zakończeniu piłkarskiej kariery.

## Statystyki klubowe
Źródło:
| Sezon   | Klub              | Kraj      | Liga               | Mecze | Bramki | Puchar Kraju | Mecze | Bramki | Rozgrywki Europy                    | Mecze | Bramki |
| ------- | ----------------- | --------- | ------------------ | ----- | ------ | ------------ | ----- | ------ | ----------------------------------- | ----- | ------ |
| 1999/00 | CD Aurrerá        | Hiszpania | Segunda División B | 25    | 8      | -            | -     | -      | -                                   | -     | -      |
| 2000/01 | Athletic Bilbao B | Hiszpania | Segunda División B | 33    | 7      | -            | -     | -      | -                                   | -     | -      |
| 2001/02 | Athletic Bilbao B | Hiszpania | Segunda División B | 35    | 8      | -            | -     | -      | -                                   | -     | -      |
| 2002/03 | Athletic Bilbao B | Hiszpania | Segunda División B | 22    | 4      | -            | -     | -      | -                                   | -     | -      |
| 2002/03 | Athletic Bilbao   | Hiszpania | Primera División   | 3     | 0      | Puchar Króla | 1     | 0      | -                                   | -     | -      |
| 2003/04 | Burgos            | Hiszpania | Segunda División B | 36    | 16     | Puchar Króla | 2     | 0      | -                                   | -     | -      |
| 2004/05 | Real Valladolid   | Hiszpania | Segunda División   | 32    | 14     | Puchar Króla | 6     | 2      | -                                   | -     | -      |
| 2005/06 | Real Valladolid   | Hiszpania | Segunda División   | 14    | 6      | -            | -     | -      | -                                   | -     | -      |
| 2005/06 | Athletic Bilbao   | Hiszpania | Primera División   | 15    | 6      | Puchar Króla | 2     | 0      | -                                   | -     | -      |
| 2006/07 | Athletic Bilbao   | Hiszpania | Primera División   | 34    | 9      | Puchar Króla | 1     | 0      | -                                   | -     | -      |
| 2007/08 | Athletic Bilbao   | Hiszpania | Primera División   | 33    | 7      | Puchar Króla | 5     | 1      | -                                   | -     | -      |
| 2008/09 | RCD Mallorca      | Hiszpania | Primera División   | 35    | 11     | Puchar Króla | 5     | 0      | -                                   | -     | -      |
| 2009/10 | RCD Mallorca      | Hiszpania | Primera División   | 34    | 12     | Puchar Króla | 4     | 1      | -                                   | -     | -      |
| 2010/11 | Valencia CF       | Hiszpania | Primera División   | 29    | 10     | Puchar Króla | 2     | 2      | Liga Mistrzów UEFA                  | 8     | 2      |
| 2011/12 | Valencia CF       | Hiszpania | Primera División   | 29    | 7      | Puchar Króla | 6     | 1      | Liga Europy UEFA                    | 6     | 0      |
| 2012/13 | Athletic Bilbao   | Hiszpania | Primera División   | 36    | 14     | Puchar Króla | 2     | 1      | Liga Europy UEFA                    | 6     | 3      |
| 2013/14 | Athletic Bilbao   | Hiszpania | Primera División   | 31    | 16     | Puchar Króla | 5     | 2      | -                                   | -     | -      |
| 2014/15 | Athletic Bilbao   | Hiszpania | Primera División   | 31    | 18     | Puchar Króla | 9     | 5      | Liga Mistrzów UEFA Liga Europy UEFA | 5 1   | 1 0    |
| 2015/16 | Athletic Bilbao   | Hiszpania | Primera División   | 34    | 20     | Puchar Króla | 5     | 2      | Liga Europy UEFA                    | 10    | 9      |
| 2016/17 | Athletic Bilbao   | Hiszpania | Primera División   | 32    | 16     | Puchar Króla | 4     | 1      | Liga Europy UEFA                    | 6     | 7      |
| 2017/18 | Athletic Bilbao   | Hiszpania | Primera División   | 33    | 9      | Puchar Króla | 1     | 0      | Liga Europy UEFA                    | 10    | 8      |
| 2018/19 | Athletic Bilbao   | Hiszpania | Primera División   | 20    | 2      | Puchar Króla | 3     | 4      | -                                   | -     | -      |
| 2019/20 | Athletic Bilbao   | Hiszpania | Primera División   | 14    | 1      | Puchar Króla | 3     | 0      | -                                   | -     | -      |

## Kariera reprezentacyjna
W reprezentacji Hiszpanii zadebiutował 8 października 2010 roku w meczu z Litwą, nie zdobywając bramki. Przez kolejne sześć lat był pomijany przy powołaniach. Drugi występ w barwach Hiszpanii zanotował 24 marca 2016 roku w meczu z reprezentacją Włoch, wtedy też zdobył swoją pierwszą bramkę (mecz zakończył się wynikiem 1:1). Drugą bramkę dla Hiszpanii zdobył 12 listopada 2016 roku w meczu z Macedonią, ustalając wynik na 4:0. Został tym samym najstarszym strzelcem w historii reprezentacji Hiszpanii, Bask miał wtedy 35 lat i 275 dni. Pobił 86-letni rekord ustanowiony przez José Maríę Peñę, który mając 35 lat i 225 dni zdobył bramkę dla reprezentacji 30 listopada 1930 roku w towarzyskim meczu z Portugalią.
- Hiszpania
  - Debiut: 08.10.2010 w meczu Hiszpania - Litwa 3:1.
  - Bilans: 10 meczów, 2 gole.
- Kraj Basków
  - Debiut: 08.10.2006 w meczu Katalonia - Euskadi 2:2 (strzelił bramkę).
  - Bilans: 10 meczów, 11 goli.

## Sukcesy
Athletic Bilbao
- Superpuchar Hiszpanii: 2015[6]
- Wicemistrzostwo Copa del Rey: 2014-15[6] (Indywidualny)

Indywidualne
- Trofeum Zarry: 2014-15,[7] 2015-16
- Najlepszy strzelec Ligi Europejskiej UEFA: 2015-16,[8] 2017-18 (łącznie)
- Skład sezonu Ligi Europejskiej UEFA: 2015-16[8][9]
- La Liga Zawodnik Miesiąca: marzec 2016,[10] styczeń 2018[11]